# 細谷源二
細谷 源二（ほそや げんじ、1906年（明治39年）9月2日 - 1970年（昭和45年）10月12日）は、日本の俳人。東京府東京市小石川区（現・東京都文京区）生まれ。本名は源太郎。旧号は碧葉。

## 経歴
工手学校（現・工学院大学）中退後、同じ俳人の松原地蔵尊の『句と評論』に加わった。1939年（昭和14年）、渡辺白泉、藤田初巳らと「句と評論」（後に「広場」に改題）を創刊した。後に内藤辰雄らと共に工場生活を取材し、口語表現にも挑戦した。1940年（昭和15年）、新興俳句弾圧により検挙され、約2年半収監される。
1945年（昭和20年）、戦後開拓として北海道豊頃村（現・豊頃町）の開拓地に家族とともに入植したが失敗に終わった。
細谷はその辛酸を句集『砂金帯』に執筆した。1947年（昭和22年）、砂川の東洋高圧に施盤工として入社した。定年後札幌に移住し、1948年（昭和23年）、俳句人連盟の地方機関誌「北方俳句人」を主宰したが、連盟の分裂により休刊した。翌1949年（昭和24年）、「東圧俳句」を合併して「氷原帯」を創刊し主宰者となり、後に北海タイムスや北海道新聞俳句選者にもなった。

## 代表句
- 鉄工葬をはり真っ赤な鉄打てり
- 英霊をかざりぺたんと座る寡婦
- 地の涯に倖せありと来しが雪
- 明日伐る木ものをいはざるみな冬木

## 作品
- 『鉄』
- 『塵中』
- 『砂金帯』
- 『泥んこ一代』（自伝、「俳句事件」所収)　春秋社・1967年刊　[9]

## 受賞歴
- 砂川市文化功労賞（1950年）
- 北海道文化奨励賞（1960年）